# Kasteel Oost (Valkenburg)
Kasteel Oost is een kasteelachtig landhuis, gelegen aan de Oosterweg in een bocht van de rivier de Geul ten oosten van het stadje Valkenburg in Nederlands Limburg. Het kasteel, dat omgeven is door een formele tuin en een landschapstuin, is een rijksmonument en is tevens onderdeel van het Buitengoed Geul & Maas.

## Geschiedenis en bewoners
De oudste bekende eigenaren (rond 1400) noemden zich (Schiffelart) van Oys. In het eerste kwart van de zestiende eeuw was Diederik Speckhouwer eigenaar. Hij overleed rond 1537. Zijn zoon Diederik junior was gehuwd met Beatrix van den Biesen. Hun dochter Catharina was gehuwd met Peter van de Hove. Diens kleinzoon Peter werd luitenant-drossaard van het Land van Valkenburg en eigenaar van Oost. Zijn dochter Maria, gehuwd met Adriaen de Groote, erfde het huis. De familie De Groote was afkomstig uit Vlaanderen.
Adriaens broer Alexander en een van Adriaens zoons, Peter Ernest, maakten in de Dertigjarige Oorlog carrière als militairen in Duitsland. Beiden kwamen daar om, maar hun fortuin kwam aan een andere zoon van Adriaen, Adriaen junior. Peter Ernest had in 1624 drie kwart van de rechten op de heerlijkheid Strucht gekocht en in 1630 de heerlijkheid Klein-Stevoort bij Hasselt. Adriaen junior kocht in 1640 het resterende kwart van de heerlijkheid Strucht. Hij liet Oost in de jaren zestig van de zeventiende eeuw ingrijpend verbouwen.  In het Partagetraktaat van 1661 werd Oost ingedeeld bij de Spaanse gebieden. Adriaen junior overleed rond 1672. Zijn zoon en laatste mannelijke afstammeling, Peter Ernest de Groote, overleed in 1716. Diens dochter Maria Catharina erfde het huis. In 1711 huwde zij een officier in Nederlandse dienst, Henricus Casimirus Pawel von Rammingen. Hij overleed in 1723.
In 1724 hertrouwde de weduwe Maria Catharina de Groote met baron Maurits Hector Casimir van Hammerstein, die daarmee de nieuwe heer van Strucht werd. Van Hammerstein bekleedde enkele openbare functies, waaronder die van commissaris namens de adellijke stand van het Land van Valkenburg. Hij zou degene zijn geweest die de stenen leeuwen bij de toegangspoort van het kasteel plaatste. Zijn eega Maria Catharina overleed in 1758 en Oost aan hem na. De weduwnaar hertrouwde met gravin Anna Maria von Satzenhoven. Hij overleed in 1765 en liet al zijn bezittingen na aan zijn weduwe. Zij hertrouwde in datzelfde jaar met baron Walter Nicolaas Ernest Joseph Laurens van Mettecoven, heer van Opleeuw. Het paar kreeg zeven kinderen. Na haar dood in 1789 en die van haar weduwnaar in 1796, erfde de oudste dochter Maria Anna Carolina Maximiliana van Mettecoven. Zij huwde in 1798 Frédéric Felix Eugène de Woelmont, Twee jaar later overleed Maria Anna op 33-jarige leeftijd in Namen.
Vanaf 1797 werd Oost bewoond door enkele stiftsdames die het klooster Sinnich hadden moeten verlaten. In de Franse tijd fungeerde de kapel van Oost als bewaarplaats van goederen van de H.H. Nicolaas en Barbarakerk van Valkenburg. Op de Tranchotkaart uit het begin van de 19e eeuw is een omgracht gebouw te zien met vier vleugels rondom een rechthoekig binnenplein.

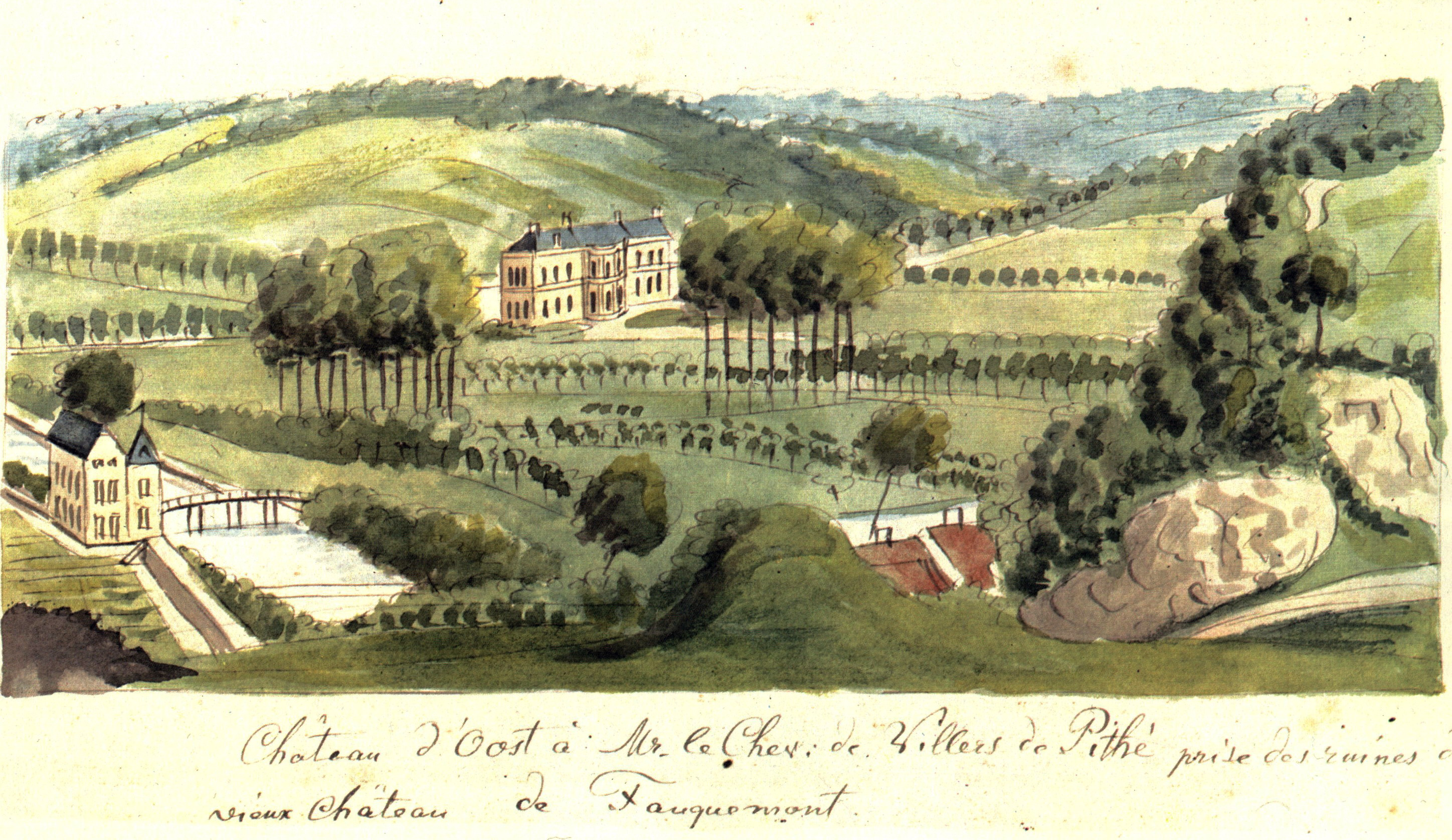
Kasteel Oost en omgeving, midden 19e eeuw

Rond 1830 werd het landhuis aangekocht door jonkheer Louis Libert Guillaume Marie de Villers de Pité. Deze liet tussen 1830 en 1839 ingrijpende verbouwingen en restauraties uitvoeren waarbij het gebouw zijn huidige uiterlijk kreeg. De zuidvleugel werd verbouwd in neoclassicistische stijl. Een van de vijf dochters van Louis de Villers de Pité, Louise, trouwde met baron Frederik Hendrik Karel de Keverberg de Kessel, die evenals zijn schoonvader korte tijd lid was van de Tweede Kamer. Een andere dochter, Gabrielle Alida Josephine Charlotte de Villers de Pité, diende tijdens haar leven vier keizers als hofdame: Napoleon III van Frankrijk en Wilhelm I, Wilhelm II en Frederik II van Duitsland. In 1871 trouwde zij op kasteel Oost met de Duitse baron Karl Ernst Adolf von Schrader, die kamerheer was aan het Duitse keizerlijke hof. Nadat de baron in 1896 te Potsdam bij een pistoolduel om het leven was gekomen, keerde Gabrielle terug naar Oost, alwaar zij in 1941 op zeer hoge leeftijd overleed. Haar dochter, Helena von Schrader (1882-1982), trouwde in 1911 met de Duitser Max Graf Wolff-Metternich zur Gracht (1879-1949), broer van de Nederlander Hermann Joseph Ferdinand Aloysius Hubertus Anna Maria graaf Wolff Metternich, heer van Hillenraad, Swalmen, Asselt en Schackum (1887-1956), en overleed in 1982 in Burg Satzvey nabij Euskirchen.
Na de Tweede Wereldoorlog werd kasteel Oost als vijandelijk vermogen in beslag genomen door de Nederlandse Staat. In 1950 werd het complex aangekocht door de gemeente Valkenburg-Houthem. In de jaren 1950 werd op een deel van het voormalige landgoed, grenzend aan de bebouwde kom van Valkenburg, de nieuwe woonwijk Oost aangelegd. Van 1951 tot 1971 had het kasteel de functie van landbouwschool en van 1979 tot 1981 was er een letterkundig centrum in gevestigd. In 1997 heeft de familie Hensels, tevens uitbaters, het kasteel opnieuw uitvoerig gerestaureerd. Van 2010 tot 2015 was er een Butler Academy gevestigd. In 2023 organiseerde de gemeente Valkenburg-Houthem een openbare gunning. Hierbij moesten de geïnteresseerden een bod en een plan indienen, waarbij het kasteel zo toegankelijk mogelijk moest blijven. Het winnende bod werd gedaan door de bekende bruidsondernemer en TV-persoonlijkheid Ramona Koonings. Haar plannen omvatten een bruidsmodewinkel, een trouwgelegenheid, een hotel en een restaurant.

## Beschrijving van het kasteel
Het okerkleurige, in mergel opgetrokken kasteel, bestaat uit een hoofdgebouw, twee zijvleugels, een vrijstaand koetshuis en enkele kleinere gebouwen. Het hoofdgebouw heeft een landhuisachtig uiterlijk en werd in de jaren 30 van de 19e eeuw in neoclassicistische stijl verbouwd. De symmetrisch uitgevoerde voorgevel grenst aan de hofzijde en heeft een uitspringende middenrisaliet, bekroond door een fronton met alliantiewapen (Villers de Pité-Pitteurs). De ingang bestaat uit drie identieke deuren aan een hoog bordes, bereikbaar via een brede trap. Daarboven bevindt zich een balkon. De deuren en ramen in het middenrisaliet hebben met elkaar verbonden rondbogen. De twee hoofdverdiepingen worden gedeeld door een zwaar geprofileerde kroonlijst. De bedaking bestaat uit een schilddak van leisteen.
De lagere oost- en westvleugels waren in gebruik als dienstgebouwen. De met het hoofdgebouw verbonden westvleugel dateert uit 1775, getuige het jaartal op de windvaan op het dak. Delen van deze vleugel (o.a. de kruisvensters) dateren uit de 16e of 17e eeuw. De losstaande oostvleugel dateert uit 1830. Na 1959 zijn deze beide gebouwen ingericht als woningen. Het in een U-vorm gebouwde hoofdgebouw met de beide zijvleugels omgeven een binnenplaats (cour d’honneur) die toegankelijk is van de Oosterweg via een monumentaal toegangshek geflankeerd door pilaren met daarop twee stenen leeuwen.
De achterzijde van het hoofdgebouw, grenzend aan de kasteeltuin, wordt gekenmerkt door een centrale, halfronde uitbouw met op beide verdiepingen drie rondboogdeuren. Op de benedenverdieping dragen vier Dorische zuilen een balkon, dat de gehele uitbouw omgeeft. Op de bovenverdieping vormen Ionische pilasters een voortzetting van de klassieke gevelopbouw. Een brede trap geeft vanaf het ruime bordes toegang tot een formele tuin in Franse stijl, die overgaat in een Engelse landschapstuin met een mini-zoo, grenzend aan de rivier de Geul.
Aan de oostzijde van het kasteelcomplex bevindt zich een vrijstaand koetshuis. Daarnaast ligt een speeltuin.

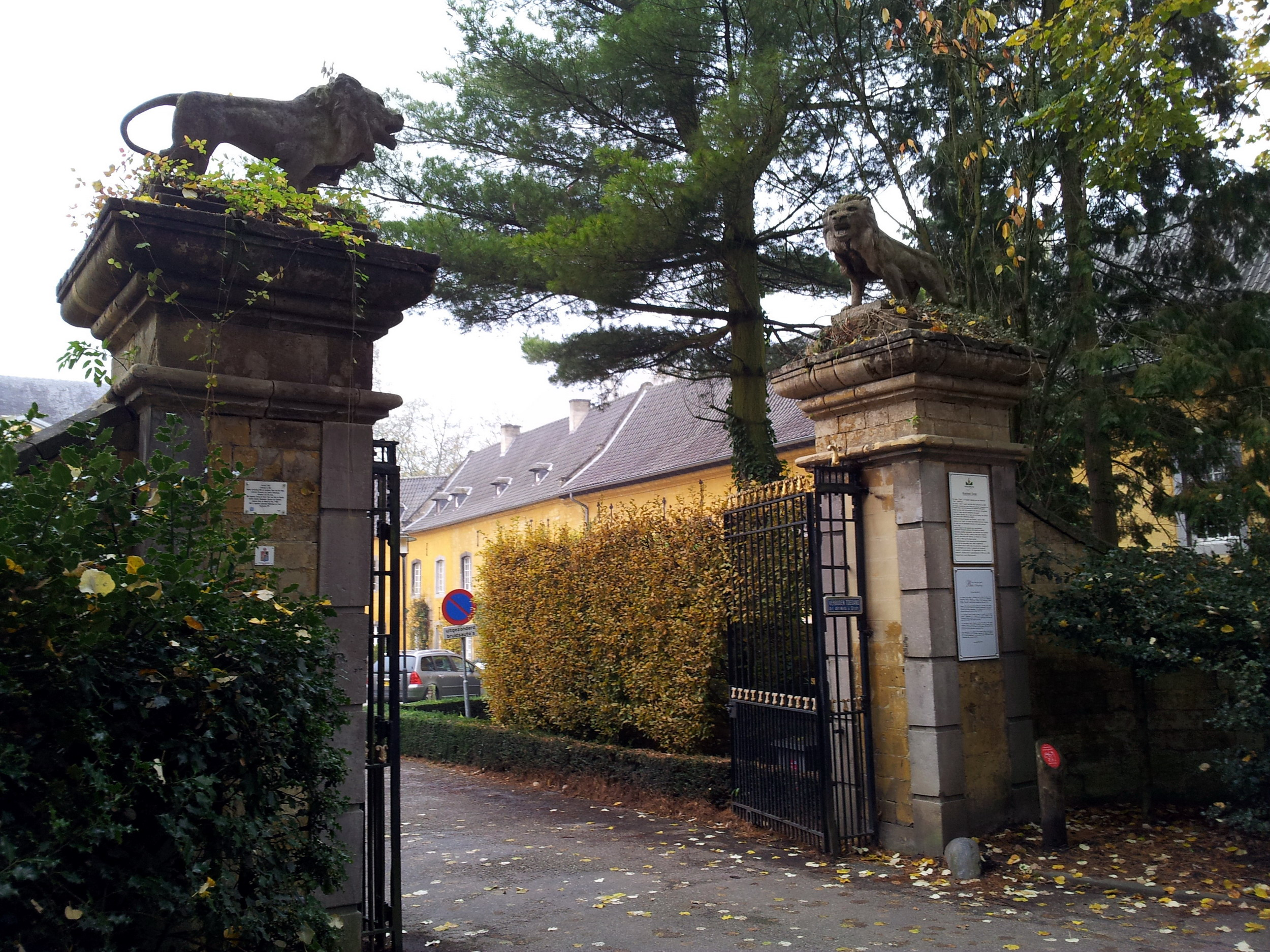
Poort met leeuwen
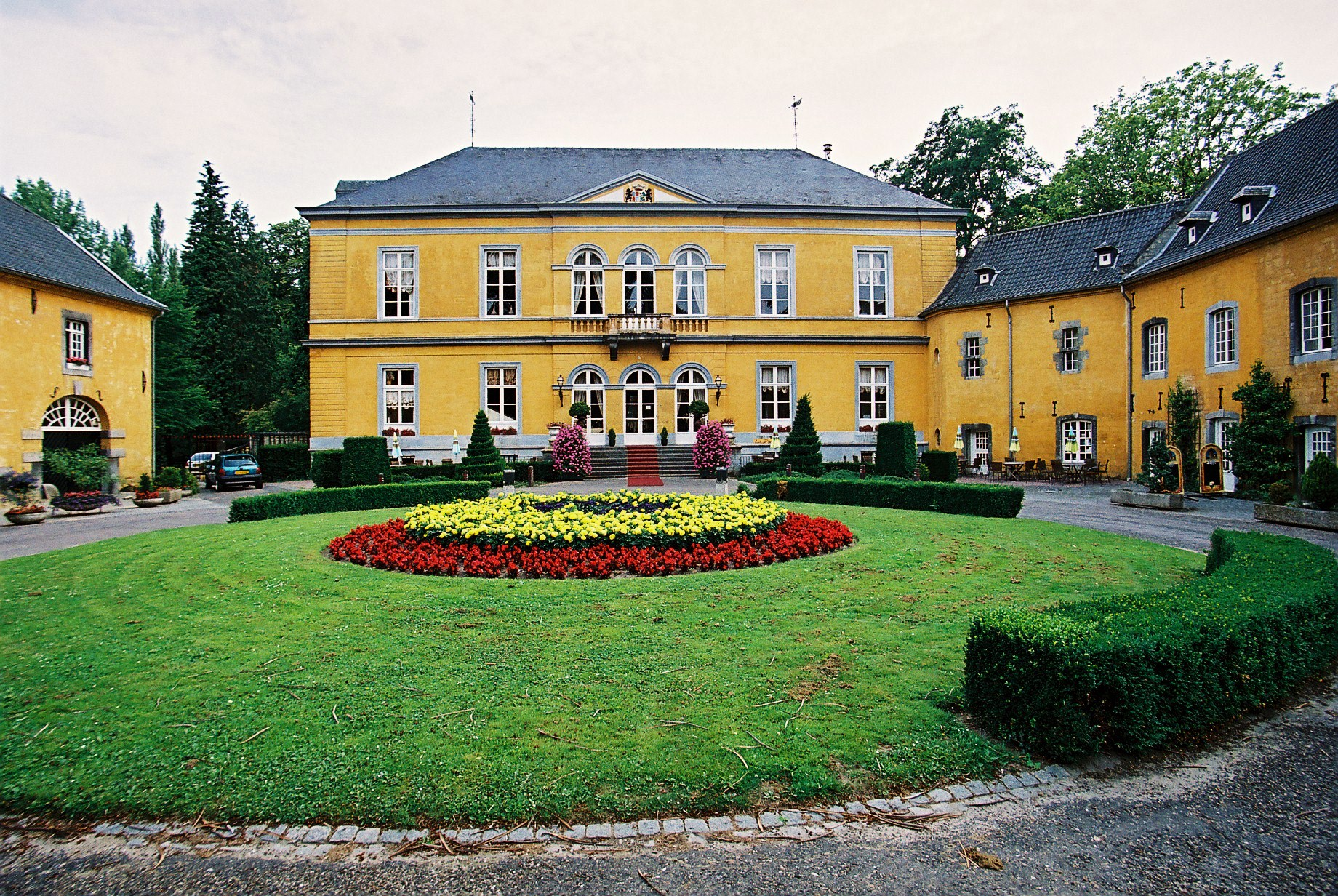
Cour d'honneur
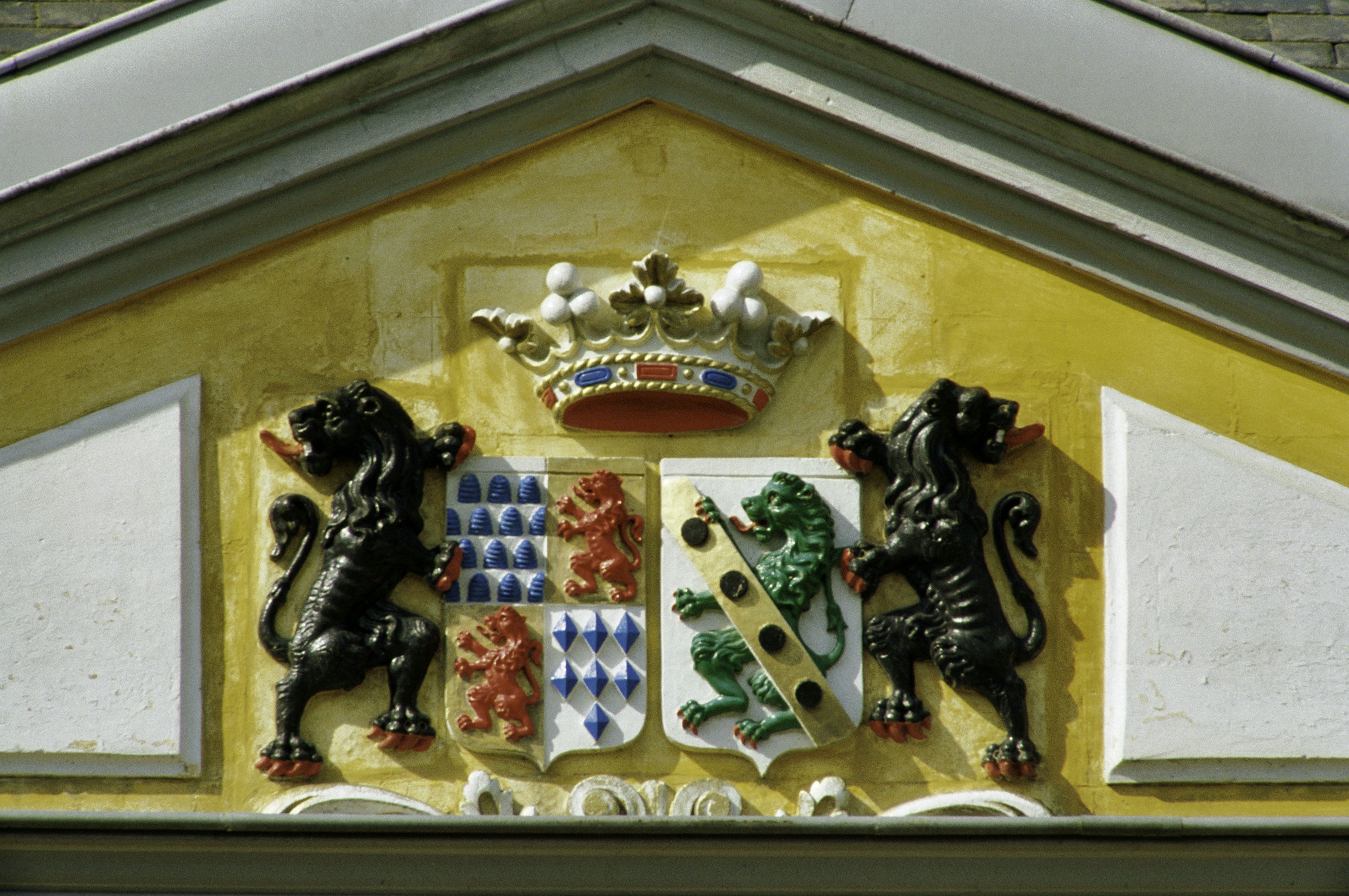
Alliantiewapen
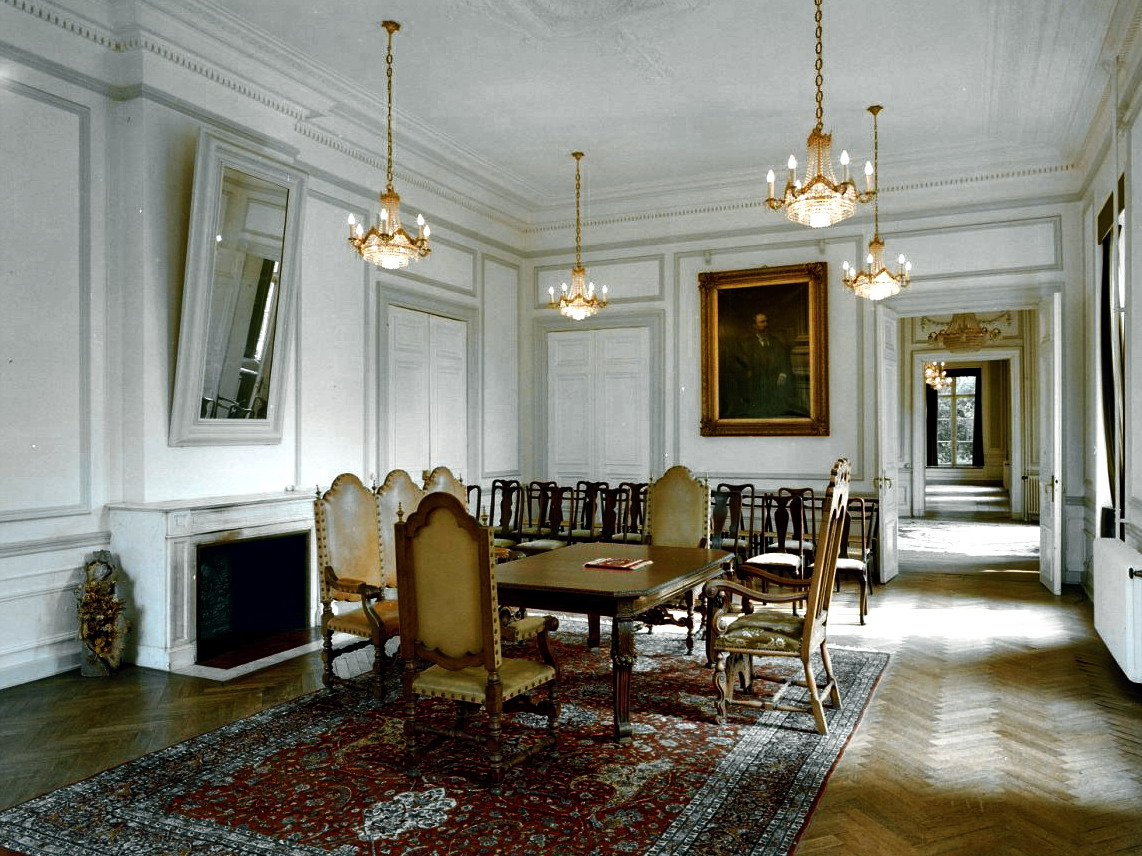
Interieur salon